# Sybra novaebritanniae
Sybra novaebritanniae es una especie de escarabajo del género Sybra, familia Cerambycidae. Fue descrita científicamente por Breuning en 1949.
Habita en Papúa Nueva Guinea. Esta especie mide 5,5 mm.